# Bolnhurst
Bolnhurst är en by i civil parish Bolnhurst and Keysoe, i kommunen Borough of Bedford, i grevskapet Bedfordshire i England. Byn är belägen 10 km från Bedford. Bolnhurst var en civil parish fram till 1934 när blev den en del av Bolnhurst and Keysoe. Civil parish hade 162 invånare år 1931. Byn nämndes i Domedagsboken (Domesday Book) år 1086, och kallades då Bolehestre.